# Бали і Кораблі
Бали і Кораблі —  це дебютний міні-альбом київського музиканта, гітариста та вокаліста гурту 5 Vymir, Костянтина Почтаря (aka Postman). Реліз ЕР відбувся 14 жовтня 2015 року, концертна презентація міні-альбому "Бали і Кораблі" відбулась 24 жовтня в арт-просторі MEZZANINE ("Мезанін").

## Про альбом
У дебютному релізі Костянтин Почтар під одну акустичну гітару розповідає історії, що трапились з ним протягом життя, торкаючись суспільних тем, політики, любові до рідного міста, пошуку свого місця у світі і стосунків між людьми. 
"Десь близько року тому, весною 2015 мені захотілося пограти самому. В мене назбиралася велика кількість пісень, які ми не можемо грати з групою, які просто не підходили для музичного гурту. Я подумав, що їх було б непогано записати. Для себе, щоб я їх не забув і колись до них міг повернутися. Мені здається, що це одні з найкращих пісень, які я писав в житті. В першу чергу через тексти. В мене є два еталони: один із них, як не дивно прозвучить, Андрій Макаревич, інший – Боб Ділан. Ці люди могли надзвичайно тонко, грамотно і красиво передати ті моменти, про які ти теж думав, але ніколи не міг оформити вербально. Наразі тексти значать для мене набагато більше, ніж музика. Я не певен, що мені є про що сказати в цьому альбомі музично, але саме цей реліз набуває змістовності саме через тексти. Всі треки, окрім «Не тікай», я написав спеціально для альбому", — розповідає Postman в інтерв'ю для медіа "Лірум".

## Track by track
1. "Бали і кораблі"
"Я не пам’ятаю, як написав цей трек. Його не було, а потім він просто з’явився. Я не пам’ятаю ані день, ані момент, коли я закінчив текст. Музику, яку я граю, можна віднести до фолк музики. Ця пісня найбільш фолкова по своїй суті. Трек має певний посил, який зрозуміє кожен. Ти ніби оголюєш рани, проблеми, які є в суспільстві. Коли ти співаєш про те, як ти любиш свою дівчинку – нікому це не цікаво, тому що кожен і так знає, як він любить свою дівчинку. Я хочу відкривати людям очі. Більшість медіа в Україні вважають свою аудиторію бидлом. З телебачення та радіо ллються історії про те, як хтось щось вкрав або хтось когось вбив. А люди, знаєш, коли ніколи не їли шоколаду, хавають гівно і вважають, що це ок, бо вони так звикли. Питання в тому, що якщо людина сама не захоче отримувати якісну інформацію та жити в гарних умовах, ніхто їй цього не дасть. Це стосується не тільки ЗМІ. В цій пісні я хотів наголосити на тому,  що поки ми не будемо вимагати правду, нам ніколи її не дадуть", — каже Костя. 
2. "Острів"
"Мені стало нецікаво слухати пісні, в яких музиканти говорять «Подивіться, який я класний рокер!» В кожній пісні має бути біль, радість, щось унікальне, що людина від себе відриває. Там є мій прихований біль через те, що я пишу музику, а її не сприймають. У кожного музиканта таке є. Коли тільки 10% того, що ти пишеш, потрапляє у вуха слухачів, тобі трошки неприємно.Також є більш тривіальна сторона. Коли з’являються люди в твоєму житті і вони ніби твої друзі… Але є такі, які не залишають тобі простору. Це відбувається потрошку, а потім ти розумієш, що зв’язаний по руках і ногах. Тобто дві лінії. З одного боку – краще бути самим, і ніхто не буде керувати тобою як лялькою, а з іншого – ти залишаєшся один на один з музикою, яку ти пишеш", — пояснює Костя.  
3. "Київські Вулиці"
"Спочатку це була інструментальна мелодія, я не збирався писати до неї текст. А потім я не хотів щоб там звучало саме «київські вулиці». Дуже не люблю давати людям щось конкретне. Але не зміг підібрати риму і замінити чимось «київські вулиці». Найбільш пряма і найбільш конкретна пісня. Про те, що тут пройшло моє дитинство, тут колись була війна, тут було погано і було дуже добре. Що є речі більш вічні за самих людей", — пояснює Костя.  
4. "Сотні Різних Слів"
"Це трек про те, як я поїхав в серпні у свій перший тур. Я сів у поїзд, грати концерт у Кам’янці-Подільському. Приїхав сам, прокинувся зранку, пішов випив кави, зіграв концерт, а наступного дня сів в автобус і поїхав в Чернівці. Їхав в автобусі і відчував свободу. Їхати і дивитися з вікна на те, що відбувається навколо – такі моменти роблять мене щасливим", — пояснює Костя.  
5. "Не Тікай"
"З цієї пісні для мене почався альбом «Містолінія». Я написав одночасно два треки, один з них, здається є в альбомі, але я не пам’ятаю який саме. А другий «Не тікай». Першу пісню ми взяли, а цю ні. Текст тут вміло зашифрований. Він про конкретну людину, яка мене надихнула на створення багатьох пісень. І мені подобається, що ця людина не знає, що я співаю тут про неї. Але зазвичай я не пишу музику про конкретну людину. Завжди є дві-три історії. Якими б різноплановими ми не були, більшість історій, які відбуваються з нами, – однакові. Більшість почуттів, які ми переживаємо, однакові. Тому, якщо пишеш пісні з таким посилом, важко сказати, про кого саме вона. Вона про всіх", — пояснює Костя.  

## Композиції
1. Бали і Кораблі
2. Острів
3. Київські Вулиці
4. Сотні Різних Слів
5. Не Тікай

## Музиканти
Костянтин Почтар — гітара, вокал, гармоніка
Семен Терещенко — ударні 
Moe Nagasi — скрипка 
Вадік Лазарєв — запис, зведення (Lipky Zvokozapys).